# Henri Frick
Pour les articles homonymes, voir Frick.
Henri Frick, né le 10 janvier 1850 à Ixelles et décédé à Saint-Josse-ten-Noode (Bruxelles) le 21 août 1930, est un avocat et homme politique belge de tendance libérale. Il est bourgmestre de Saint-Josse-ten-Noode de 1900 à janvier 1927.

## Biographie
Henri Charles Frick, né le 10 janvier 1850 à Ixelles, est de père inconnu et fils de Clara Frick. Il épouse le 16 avril 1885 Marie-Louise Schamps à Bruxelles. Il est le père de Claire Frick, première nageuse belge à détenir un record du monde pour le 100 mètres en nage libre. En 1906, elle a épousé à Saint-Josse-ten-Noode Camille Gutt, avocat et homme d'État belge.
Henri Frick fait des études secondaires à l'Athénée royal de Bruxelles et universitaires à l'Université de Bruxelles et obtient un diplôme de docteur en droit et en sciences politiques et administratives. Il fait son stage d'avocat chez Paul Janson et devient avocat près la Cour d'appel de Bruxelles. Au début du XXe siècle, il s'associe avec son beau-fils Camille Gutt pour plaider des affaires au Tribunal de Bruxelles. Parallèlement à sa carrière d'avocat, il est journaliste et directeur politique du journal La Chronique. 
Se lançant dans une carrière politique au sein du Parti libéral, il est élu conseiller communal de Saint-Josse-ten-Noode en 1878 et en est nommé échevin le 3 février 1885. Il est élu bourgmestre de 1900 à janvier 1927. Il fait partie du conseil provincial de la province de Brabant de 1887 à 1888. Son activité s'est surtout exercée dans les questions d'enseignement.
Dans son action publique, étant très attaché à sa commune, il s'est résolument opposé à l'annexion des communes périphériques à la ville de Bruxelles.
Pendant 20 ans, il a été capitaine dans la garde civique de Saint-Josse-ten-Noode.
À la suite de son décès à Saint-Josse-ten-Noode le 21 août 1930, il est inhumé au cimetière de Saint-Josse-ten-Noode.

## Hommages et distinctions
Un square de Saint-Josse-ten-Noode a été baptisé « Square Henri Frick » et son nom a été donné l'École communale Henri Frick.
La distinction suivante lui a été attribuée : 
- Chevalier de l'ordre de Léopold (Belgique).